# Bom Evento
Bom Evento (em latim: Bonus Eventus) foi uma divina personificação na antiga religião Romana. O estudioso Varrão o lista como uma das doze divindades que presidiam a agricultura, emparelhado com Linfa, a deusa que influenciava o abastecimento de água. A função original de Bom Evento pode ter sido agrícola, mas, durante a época Imperial, ele representa um conceito mais geral de sucesso, e estava entre as inúmeras abstrações, que apareceram como ícones em moedas Romanas.

## Culto e inscrições
Bom Evento tinha um templo de data desconhecida no Campo de  Marte. Ele é mencionado apenas por Amiano Marcelino, em conexão com um novo pórtico (Pórtico do Bom Evento) construído pelo prefeito urbano Cláudio 374. Cinco Corintianos "de tamanho extraordinário" que foram descobertos no século XIX, podem ter pertencido ao pórtico, que foi localizado no Jardins de Agripa.